# NGC 1250
NGC 1250 est une vaste galaxie lenticulaire située dans la constellation de Persée. Elle a été découverte par l'astronome américain Lewis Swift en 1886.

## Caractéristiques
Sa vitesse par rapport au fond diffus cosmologique est de 5 850 ± 16 km/s, ce qui correspond à une distance de Hubble de 86,3 ± 6,0 Mpc (∼281 millions d'al).
À ce jour, une mesure non basée sur le décalage vers le rouge (redshift) donne une distance d'environ 82,200 Mpc (∼268 millions d'al). Cette valeur est à l'intérieur des valeurs de la distance de Hubble.